# 萨米尔德洛斯卡尼奥斯
萨米尔德洛斯卡尼奥斯，是西班牙卡斯蒂利亚-莱昂萨莫拉省的一个市镇。 总面积37平方公里，总人口237人（2001年），人口密度6人/平方公里。